# محمدرضا جدیدالاسلام
محمدرضا جدیدالاسلام (عبری:מוחמד רזא ג'דיד אל-אסלאם) یا فخرالاسلام (اسم یهودی‌اش: ملاآقابابا) (۱۱۶۳–۱۲۶۶ قمری) یک خاخام بزرگ  یهودی متولد شهر شیراز بود که به اسلام گروید. وی ساکن محله عودلاجان تهران در دوره فتحعلی‌شاه قاجار بود، در سال ۱۲۳۷ هجری قمری ـ ۱۸۲۲ میلادی (حدود ۲۰۰ سال قبل) به همراه چند هزار نفر از پیروان یهودی‌اش اسلام آورد و خیلی زود به کسوت روحانیت شیعه درآمد و لقب «حجت‌الاسلام» یافت. اسلام آوردن خاخام بزرگ یهود در تهران آنقدر مهم بود که در مجلس اسلام آوردنش، علمای بزرگی چون ملا احمد نراقی و میرزا بزرگ قائم‌مقام هم در آن مجلس حاضر شدند. وی سرانجام در ۱۲۶۶ هجری قمری درگذشت و در مسجد مظفری تهران مدفون است. ردیه بر یهود از تالیفات مهم اوست.